# Di-tert-pentylperoxid
Di-tert-pentylperoxid ist eine chemische Verbindung aus der Gruppe der Peroxide.

## Gewinnung und Darstellung
Di-tert-pentylperoxid kann durch Umsetzung von tert-Amylen mit tert-Amylhydroperoxid in Gegenwart einer wirksamen Menge eines Katalysators gewonnen werden.

## Eigenschaften
Di-tert-pentylperoxid ist eine lichtempfindliche farblose Flüssigkeit, die praktisch unlöslich in Wasser ist.

## Verwendung
Di-tert-pentylperoxid wird hauptsächlich als Polymerisationsinitiator und Vernetzer verwendet.

## Sicherheitshinweise
Die Dämpfe von Di-tert-pentylperoxid können mit Luft ein explosionsfähiges Gemisch (Flammpunkt 29 °C) bilden.